# Ixamatus varius
Ixamatus varius is een spinnensoort in de taxonomische indeling van de bruine klapdeurspinnen (Nemesiidae).
Ixamatus varius werd in 1873 beschreven door L. Koch.